# Рыжебокий двузубый коршун
Рыжебокий двузубый коршун (лат. Harpagus diodon) — вид хищных птиц из семейства ястребиных (Accipitridae). Подвидов не выделяют. Распространены в Южной Америке.

## Таксономия и этимология
Рыжебокий двузубый коршун был впервые описан в 1823 году голландским зоологом Конрадом Якобом Темминком (нидерл. Coenraad Jacob Temminck; 1778—1858). К. Темминк присвоил новому виду научное название Falco diodon, тем самым поместив его, как это было принято для многих недавно описанных хищных птиц того времени, в род соколов (Falco). В следующем году ирландский зоолог Николас Вигорс описал новый род Harpagus, в который он включил, ссылаясь на это довольно необычное строение клюва, которое одинаково характерно для обоих видов, — рыжебокого и двузубого коршунов. Современные филогенетические исследования подтверждают близкое родство этих двух видов и предполагают их разделение только в начале плейстоцена.

## Описание
Рыжебокий двузубый коршун — маленький коршун с длиной тела от 29 до 35 см, размахом крыльев от 60 до 70 см, с короткими закругленными крыльями и длинным хвостом. Самки весят в среднем на 6 % больше, чем самцы. Хвост слегка клиновидный, широкий, с закругленными углами. Клюв относительно маленький по сравнению с головой и сильно загнутый вниз. Хорошо видны два зубчатых выступа на режущем крае надклювья. Половой диморфизм в окраске оперения не выражен. Оперение на спине и надкрыльях окрашено в серо-коричневый цвет, при этом часто могут быть видны неровные белые пятна, особенно на спине. Голова более тёмная; сочетание более светлой мантии и боковых сторон шеи создает впечатление ошейника. Рулевые перья тёмно-серые, с двумя—тремя более светлыми широкими полосами. Горло беловатое с тёмной полосой по центру. Грудь и брюхо от светло-серого до беловатого цвета. Бёдра окрашены в орехово-коричневый цвет. При распростертых крыльях аналогичная окраска видна на кроющих перьях подкрыльев. Нижняя часть маховых перьев беловатая с несколькими узкими прерывистыми тёмными полосами. Окологлазное кольцо, уздечка и восковица ярко-жёлтого цвета. Клюв у основания также жёлтый, но к кончику постепенно окраска переходит в светло-серую. Радужная оболочка ярко-красная. Неопушённые части лап от оранжевого до желтоватого цвета. Молодь тёмно-коричневого цвета сверху с неясными узкими полосами на хвосте. Полоса на горле, окраска подхвостья, бедер и нижней части хвоста сходны с таковой у взрослых особей, но остальная часть нижней части тела кремовая с яркими тёмными полосами; подкрылья от бурого до рыжеватого цвета с тонкими полосами.

## Биология
Рыжебокий двузубый коршун охотится в средних и верхних ярусах леса, обычно с присады, часто меняя местоположение. Ловит добычу клювом с ветвей полога, никогда на земле или в полёте. Полёт характеризуется быстрыми, хлопающими ударами, перемежающимися довольно короткими периодами скольжения. В планирующем полёте крылья удерживаются в горизонтальном положении. Питается в основном насекомыми (до 80 % в составе рациона). Зафиксировано более 40 видов, среди них прямокрылые (Romaleidae и Acrididae), певчие цикады (Cicadidae), перепончатокрылые (Pompilidae), богомоловые (Mantodea). Кроме того, в состав рациона входят мелкие позвоночные: ящерицы, лягушки, мыши. Часто следует за группами обезьян (например, капуцинов) и кочевыми муравьями в поисках потенциальной добычи, которую они потревожат.
Сезон размножения бурого двузубого коршуна длится с октября по март, достигая своего пика в период с ноября по февраль. Гнездо представляет собой рыхлую, беспорядочную конструкцию диаметром 25—45 см и высотой около 15 см, созданную на развилке веток или на горизонтально растущей ветке на высоте около 12 м над землёй. В кладке одно — два яйца, размеры которых составляют 42,5—48,2 мм × 34,1—37,5 мм. Сразу после рождения птенцы покрыты мелким белым пухом, примерно через 11—14 дней начинают появляться первые настоящие контурные перья. Полностью оперяются примерно через четыре недели. В период инкубации яиц и выкармливании птенцов самцы добывают большую часть корма и передают его самке вблизи гнезда.

## Распространение и места обитания
Рыжебокий двузубый коршун гнездится в южной Бразилии, на севере Аргентины и Парагвае. Вне периода размножения регулярно встречается на севере Бразилии, Боливии, Гайане и Суринаме. Мигрирует на север из южных районов разрозненными стаями численностью до 30 особей. В основном обитает в низменных тропических лесах. Предпочитает первичный лес, но обнаружен и во вторичном лесу с закрытым пологом. Встречается на высоте до 1400 метров над уровнем моря.